# Île de Béchit
L'île de Béchit est une petite île du golfe du Morbihan rattachée administrativement à la commune de Séné (Morbihan).

## Localisation
Reliée à la presqu'île de la Villeneuve par les ruines d'une ancienne digue de poldérisation de l'anse de Mancel, elle fait face à la pointe du Bill.

## Description
Longue de 100 m sur une largeur maximale de 50 m, l'île de Béchit est une propriété privée.

## Histoire
Cette île familiale était nommée « île de Péchit » dans les anciennes cartes de navigation. Depuis les années 1950, les propriétaires aiment l’appeler « l’île de Béchic ».[réf. nécessaire]